# Grad Lehnik
Grad Lehnik  (nemško Liechteneck, Lichtenegg ) so v drugi četrtini 13. stoletja pozidali deželno- knežji ministeriali vitezi Draneški ali Treunski. Stolpast grad je stal jugovzhodno od cerkve sv. Marije v zaselku Dolence pri Podlehniku, južno od Ptuja. Stal je nad rečico Rogatnico v dolini po kateri je potekala trgovska pot iz Dravskega polja  na Hrvaško. Od nekdanjega stolpastega gradu so se ohranili le še skromni ostanki in sicer sledi stolpa s premerom 10 metrov in deloma ohranjenega obrambnega jarka. Grad so porušili Turki leta 1532, nakar ga niso več obnovili.

## Zgodovina
Ozemlje Haloz, južno od reke Dravinje, so posedovali takratni "haloški" gospodje – Draneški ali Davinjski vitezi. Na posesti so okoli leta 1235 zgradili v svojem imenu ali za deželnega kneza več manjših gradov poleg svojega družinskega sedeža gradu Dranek ob Dravinji na Dravinjskem vrhu, Pabštajn na Gorci, Lehnik (Lichtenegg) ob Rogatnici, Gojkova in Rogatnica blizu Žetal. Grad Lehnik so upravljali vitezi Lehniški ali Lichteneggi, ki so bili sorodniki Draneških. Grad je prvič omenjen posredno leta 1248, ko se omenja draneški vitez "de Trewen" iz Lehnika "de Liechtenegg". Ta vitez je bil sorodnik maršala Vojvodine Štajerske Bertolda Draneškega, ki je umrl leta 1257 in naj bi bil lastnik gradu. Leta 1294 je namreč Bertold II. Draneški gospostvo in grad Dranek z vsem kar je zraven spadalo (podložniki, posesti, fevdi in gozdovi) prodal Frideriku VI. Ptujskemu. Originalna kupoprodajna listina ni ohranjena, ampak le skopi izvleček. 
Draneški vitezi so poleg gradu Dranek v Halozah imeli v lasti tudi nekaj manjših utrdb na območju gospostva vključujoč grad Lehnik.  V letih 1297 in 1322 se kot nadaljnja gospodarja omenjata Henrik Lehniški (von Liechtenegg)  in Ulrikov sin »Nikolaj Lehniški (von Liechtenegg)«. Nato je kot "castrum Liechteneck " izrecno omenjen v listini iz leta 1334. Kmalu zatem, okoli leta 1337 so Lihteneški vitezi izumrli. Posest je dedovalo širše sorodstvo Draneških med njimi so bili Friderik Majšperški, Henrik in Wigand iz Massenberga in Wulfing s Stickelberga, ki so svoje deleže leta 1354 prodali gospodom Ptujskim. Slednji so na gradu imeli t.i. lehniški urad. Bernard Ptujski je minoritskemu samostanu obljubil podelitev vasi "Podlehnik" in "Ješenca", če bi njegova družina izumrla. Po izumrtju Ptujskih po moški liniji s smrtjo Friderika IX. Ptujskega (umrl leta 1438) so posest gradu Lehnik dobili ptujski minoriti. Leta 1532 so grad Lehnik porušili Turki. Ker gradu niso obnovili, so posest upravljali iz gradiča Gojkova.  
Spodnji Lehnik, Podlehnik ali "unter Lichtenegg" je bil s 36 kmetijami do leta 1354 v lasti plemičev iz Majšperka. Leta 1662 je posest prešla v roke Mosconov, leta 1691 v roke Turniških, nato leta 1711 pripade Ptujskim minoritom in leta 1742 nazaj v roke Turniških. Leta 1791 se je v gospostvo Lehnika ponovno vključila posest dominikanskih menihov. Gotska cerkev sv. Marije je bila prvotno grajska kapela gradiščanov na Lehniku. Danes vas Podlehnik predstavlja središče Haloz.